# العلاقات البوسنية اللاوسية
العلاقات البوسنية اللاوسية هي العلاقات الثنائية التي تجمع بين البوسنة والهرسك ولاوس.

## مقارنة بين البلدين
هذه مقارنة عامة ومرجعية للدولتين:
| وجه المقارنة                                              | البوسنة والهرسك                                             | لاوس        |
| --------------------------------------------------------- | ----------------------------------------------------------- | ----------- |
| المساحة (كم2)                                             | 51.20 ألف                                                   | 236.80 ألف  |
| عدد السكان (نسمة)                                         | 3.51 مليون                                                  | 6.86 مليون  |
| الكثافة السكانية (ن./كم²)                                 | 68.55                                                       | 28.97       |
| العاصمة                                                   | سراييفو                                                     | فيينتيان    |
| اللغة الرسمية                                             | اللغة البوسنوية، اللغة الكرواتية، اللغة الصربية             | اللغة اللاو |
| العملة                                                    | مارك بوسني                                                  | كيب لاوي    |
| الناتج المحلي الإجمالي (بليون دولار)                      | 18.17 مليار                                                 | 16.85 مليار |
| الناتج المحلي الإجمالي (تعادل القوة الشرائية) بليون دولار | 41.35 مليار                                                 | 38.71 مليار |
| الناتج المحلي الإجمالي الاسمي للفرد دولار أمريكي          | 4.25 ألف                                                    | 1.82 ألف    |
| الناتج المحلي الإجمالي للفرد دولار أمريكي                 | 10.43 ألف                                                   |             |
| مؤشر التنمية البشرية                                      | 0.733                                                       | 0.575       |
| رمز المكالمات الدولي                                      | +387                                                        | +856        |
| رمز الإنترنت                                              | .ba                                                         | .la         |
| المنطقة الزمنية                                           | توقيت وسط أوروبا، ت ع م+01:00، ت ع م+02:00، أوروبا/سراييفو ‏ | ت ع م+07:00 |

## منظمات دولية مشتركة
يشترك البلدان في عضوية مجموعة من المنظمات الدولية، منها:
| علم المنظمة | اسم المنظمة                        | تاريخ انضمام البوسنة والهرسك | تاريخ انضمام لاوس |
| ----------- | ---------------------------------- | ---------------------------- | ----------------- |
|             | مؤسسة التنمية الدولية              | 25 فبراير 1993               | 28 أكتوبر 1963    |
|             | يونسكو                             | 2 يونيو 1993                 | 9 يوليو 1951      |
|             | وكالة ضمان الاستثمار متعدد الأطراف | 19 مارس 1993                 | 5 أبريل 2000      |
|             | الأمم المتحدة                      | 22 مايو 1992                 | 14 ديسمبر 1955    |
|             | البنك الدولي للإنشاء والتعمير      | 25 فبراير 1993               | 5 يوليو 1961      |
|             | منظمة حظر الأسلحة الكيميائية       | ?                            | ?                 |
|             | مؤسسة التمويل الدولية              | 25 فبراير 1993               | 29 يناير 1992     |
|             | منظمة الشرطة الجنائية الدولية      | ?                            | ?                 |

## وصلات خارجية
- موقع وزارة الخارجية البوسنية
- موقع وزارة الخارجية اللاوسية